# Martín de Castañega
Fray Martín de Castañega (1511 - 1551) fue un fraile franciscano, inquisidor y escritor español del siglo XVI.

## Biografía
Fue fraile franciscano de la provincia de Burgos y el obispo calagurritano Alonso de Castilla, ante los brotes de brujería aparecidos en su diócesis, le encargó que escribiera una obra contra las supersticiones y hechicerías, a lo que correspondió imprimiendo su Tratado de las supersticiones, hechicerías y varios conjuros y abusiones, y de la posibilidad y remedio dellas (Logroño: Miguel de Eguía, 1529) que lleva un prólogo de ese obispo. Sus fuentes principales son San Agustín de Hipona, san Isidoro de Sevilla, santo Tomás de Aquino y el Tractatus de erroribus circa artem magiam de Juan Gerson, este último referencia habitual del género. El libro apenas tuvo éxito y no se reimprimió, pues en ese mismo año siguiente lo superó el mucho más elaborado intelectualmente y afortunado del padre Pedro Ciruelo, Reprobación de supersticiones y hechicerías (Salamanca, 1529), reimpreso doce veces en el siglo XVI. Entre sus características más acusadas está el machismo habitual en la época y un acusado erasmismo.
La obra se compone de veinticuatro capítulos y Mar Rey Bueno la divide en cinco partes conceptuales: el propósito que guio su escritura, la comparación entre la iglesia católica y la diabólica, la búsqueda de explicaciones naturales para determinados sucesos inexplicables a primera vista, la denigración de los ritos y comportamientos supersticiosos y una exhortación final destinada a realzar la importancia del culto católico.

## Obras
- Tratado de las supersticiones y hechicerías y varios conjuros y abusiones y de la possibilidad y remedio dellas (Logroño: Miguel de Eguía, 1529). Hay edición moderna de Fabián Alejandro Campagne (Buenos Aires: UBA, 1997).